# Кременчуцька міська територіальна громада
Кременчуцька міська територіальна громада — територіальна громада в Україні, у складі Кременчуцького району Полтавської області. Адміністративний центр — місто Кременчук. Утворена шляхом об'єднання міста Кременчук та Потоківської сільської ради.
12 червня 2020 року уряд затвердив адміністративний центр і територію громади. 19 липня 2020 року у рамках адміністративно-територіальної реформи утворено Кременчуцький район, до якого увійшла громада.

## Населені пункти
До складу громади входять 1 місто (Кременчук) і 4 села: Потоки, Мала Кохнівка, Придніпрянське та Соснівка.

## Населення

### Мова
Розподіл населення населених пунктів громади за рідною мовою за даними перепису 2001 року:
| Мова            | Чисельність | Відсоток |
| --------------- | ----------- | -------- |
| Українська      | 178 791     | 75.68 %  |
| Російська       | 56 020      | 23.71 %  |
| Ромська         | 402         | 0.17 %   |
| Білоруська      | 312         | 0.13 %   |
| Вірменська      | 235         | 0.10 %   |
| Румунська       | 64          | 0.03 %   |
| Болгарська      | 19          | 0.01 %   |
| Єврейська       | 17          | 0.01 %   |
| Інші/Не вказали | 397         | 0.16 %   |
| Разом           | 236 257     | 100 %    |